# 弦楽五重奏曲 (ブルックナー)
弦楽五重奏曲ヘ長調 WAB112は、アントン・ブルックナーによって、1879年に作曲された弦楽五重奏曲である。
- 初演（非公開）1881年11月17日　ウィーンにて、ブルックナーの弟子らのアンサンブルによる。
- 公開初演　1885年1月8日　ウィーンにて、ヘルメスベルガーの弦楽四重奏団らによる。

## ブルックナーの室内楽曲
交響曲作曲家として著名なブルックナーだが、生涯において2曲の室内楽曲が知られる。この弦楽五重奏曲ヘ長調、それからブルックナーの死後10年後に発見された、弦楽四重奏曲ハ短調がある。弦楽四重奏曲の方は習作として書かれた曲のためあまり演奏される機会は無いが、この弦楽五重奏曲はブルックナーの傑作の一つとして演奏機会は多い。

## 作曲・初演の経緯
この曲が作曲された1879年は、ブルックナーが55歳であり、交響曲第5番、交響曲第6番など円熟期の傑作を書いていた時期である。この弦楽五重奏曲が作曲されたのは、当時ウィーンで著名なヴァイオリニスト兼指揮者であった、ヨーゼフ・ヘルメスベルガー（1世）からの勧めによると言われる。ヘルメスベルガーは、弦楽四重奏団で第1ヴァイオリンを担当し、ベートーヴェンの演奏で評価を得るなど、室内楽の分野においても著名な演奏家だった。ブルックナーが、室内楽曲において典型的な弦楽四重奏の編成ではなく、弦楽五重奏を採用したのは、内声部の充実と、声部の動きの広がりを追求したためと考えられる。
作曲は、1878年12月から、1879年7月12日にかけて行われた。しかし、ヘルメスベルガーは、スケルツォがよくないと評し、ブルックナーに改作を要求する。そこでブルックナーはスケルツォに替えるものとして「間奏曲 (Intermezzo)」を1879年12月21日に完成させた。こうして完成した弦楽五重奏曲ヘ長調だが、ヘルメスベルガーはなかなか演奏をしなかった。これは、ブルックナーの作品は常にブラームスや批評家のエドゥアルト・ハンスリックに酷評されていたので、この論争に巻き込まれなくなかったためと考えられる。
初演は1881年11月17日にようやく行われた。ウィーンのベーゼンドルファー・ホールで、ワーグナー協会の催しとして、非公開で行われたものである。演奏はブルックナーの弟子らによって行われている。この非公開の演奏会のあと、ブルックナーは間奏曲の楽章を元のスケルツォに戻している。外された「間奏曲」は、オペラの間奏曲のように明るい曲で、ウィーンらしさをたたえた楽しい小品として、今日この弦楽五重奏曲ヘ長調とは別途に出版されている。
公開初演は、作曲後6年を経た1885年1月8日にウィーンにて、作曲を勧めたヘルメスベルガーの弦楽四重奏団らによって行われ成功を収めた。ただしブルックナーは、この曲をヘルメスベルガーには捧げず、バイエルンのマクシミリアン・エマヌエル公（オーストリア皇后エリーザベトの弟）に捧げている。

## 曲の特徴・構成
演奏時間が長いこと、また、「ブルックナー休止」や長大なクレッシェンドなど、ブルックナーの交響曲に見られる特徴が顕著であり、ブルックナーの個性が強く表された曲である。交響曲やオルガン曲の作曲家らしく、この弦楽五重奏曲は時に室内楽の範疇をこえてよく鳴る響きを聴かせる。
- 第1楽章 Gemäßigt（中庸の速度で）

ソナタ形式。第3主題まで用いられる。
- 第2楽章 Scherzo. Schnell（スケルツォ。速く）

作曲当初は、このスケルツォと次のアダージョと逆の配置だった。
- 第3楽章 Adagio（アダージョ）

チェロやヴィオラによる長い旋律など、ブルックナーの緩徐楽章の特徴がよく示される。
- 第4楽章 Finale. Lebhaft bewegt（終曲。活き活きと動きを持って）

非常に複雑な構成を持ち、第2主題の提示後は対位法的な書法が見られる。最後は序奏主題が再現されヘ長調のコーダで終わるところなどは、いかにもブルックナーらしい書法である。

## 演奏時間
約44分。

## 異稿
同じ編成で「間奏曲ニ短調」WAB113がある。第2楽章「Scherzo」の異稿であるが、テンポはModeratoでトリオだけが弦楽五重奏曲と同じである。

## 編成
- 第1・2ヴァイオリン
- 第1・2ヴィオラ
- チェロ